# Robin Brook
Robin Brook, britanski poslovnež, častnik, * 19. junij 1908, † 25. oktober 1998.

## Življenjepis
Med 1943 in 1944 je bil odgovoren za izvajanje vseh specialnih operacij SOE za severozahodno Evropo.